# San José de Ocoa
San José de Ocoa è un municipio della Repubblica Dominicana di 39.360 abitanti; capoluogo della provincia di San José de Ocoa, è situato sulla riva destra del rio Ocoa, circa 112 km ad Ovest della capitale Santo Domingo.

## Geografia e suddivisione amministrativa
La città si trova in una piccola valle tra le montagne meridionali della Cordigliera centrale, ad un'altitudine di 475 m s.l.m.
Il municipio è suddiviso in quattro distretti municipali:
- El Naranjal
- El Pinar
- La Ciénaga
- Nizao-Las Auyamas

## Storia
Il centro abitato fu fondato nel 1805 da persone provenienti da Baní, finché dicembre del 1858 il paese fu elevato al grado di municipio della provincia di Santo Domingo. Nel 1895 la nuova provincia di Azua incorporò nel proprio territorio questo municipio; lo stesso avvenne nel 1944 con la provincia Peravia. La creazione di una provincia indipendente avvenne solo nel 2001 con l'attuale legge che regola la suddivisione amministrativa del territorio dominicano.

## Economia
La principale attività economica del territorio è l'agricoltura; scarsamente presenti le attività industriali. Il settore terziario ha iniziato un lieve sviluppo solo dopo l'elevazione del municipio a capoluogo di provincia.